# Август Шрадер
Товарищество «Август Шрадер» — бывшее товарищество в Москве. Имело одно из самых крупных текстильных предприятий в Российской империи.

## Историческое расположение
Товарищество «Август Шрадер» находилось по адресу: Большой Черкасский переулок, дом 2. Этим домом владел граф Шереметев.

## История
В 1847 году купец 2-й гильдии А. Ф. Вольнер основал красильное и отделочное предприятие на Пятницкой части, Садовнической улице. В 1863 году Шрадер купил красильное и отделочное предприятие, реорганизовав его для ткачества шерсти и полушерсти. Фабрика использовала ткани: кашемир, тибет, велюр, матласе, империаль, сатин, ластик и люстин. В 1867 году купец 1-й гильдии, почётный гражданин и мануфактур-советник Август Шрадер создал фирму, единоличное предприятие. В 1870 году и в 1882 году товарищество получило право ставить Государственный герб на рекламе, вывесках, этикетках. В 1896 году Р. А. Шрадер, его сын, переформировал фирму в Торговый дом «Август Шрадер с сыновьями и Ко». Он работал председателем правления. Капитал в этом году составлял 3 миллиона рублей.
Товарищество «Август Шрадер» учреждено в 1908 году. В 1918 году предприятие национализировано. В XXI веке это «Краснохолмский камвольный комбинат».

## Состав
В составе товарищества:
- Фабрика шерстоткацкая,
- Красильное и отделочное предприятие.

## Награды
Товарищество представляло свои ткани на всероссийских и международных выставках. Получало различные награды и право ставить Государственный герб на рекламе, вывесках, этикетках.